# Gyranthera darienensis
Gyranthera darienensis (tên bản địa: Cucarrón hoặc Cucharón) là một loài thực vật có hoa thuộc họ Malvaceae theo nghĩa rộng (sensu lato) hoặc Bombacaceae.
Loài này chỉ có ở Panama.
Chúng hiện đang bị đe dọa vì mất môi trường sống.